# COMITIA
COMITIA（コミティア）とは、コミティア実行委員会により東京で年4回（概ね2月、5月、8月、11月）開催される「創作（オリジナル）」のジャンルに限定した同人誌即売会である。実行委員会は"自主制作漫画誌展示即売会"と称している。略称はティア。第1回開催は1984年11月18日、会場は練馬産業会館であった。
なお、「コミティア」の名称を冠するイベントは大阪・名古屋・新潟・札幌・福島・北九州でも行われており、広義ではこちらも含める場合がある。また、混同を避けるため、東京で開催されているコミティアを「東京コミティア」、各地域で開催されているコミティアを「地方コミティア」と表記することがある。東京以外のコミティアについては、#地方コミティアの項を参照されたい。
2024年、コミティア実行委員会が第28回手塚治虫文化賞特別賞を受賞（長年の功績に対して）。

## 概要
COMITIAは、創作ジャンルに限定して開催される同人誌即売会である。その起源は、コミックマーケットから分離独立した創作漫画オンリーの同人誌即売会「MGM」（コミックマーケットの創設母体となった同人サークル「迷宮」が1980年に前身を発足させ、1981年から同名開催）にさかのぼる。COMITIAはMGMのスタイルを模倣し、漫画情報誌『ぱふ』の関係者を擁して始まった。現在は参加サークル数においてMGMの100倍以上となっており、創作ジャンル限定の即売会では規模・回数ともに最大級である。
創作限定のイベントであるため、二次創作作品の頒布は禁止 されており、コスプレも禁止されている。著者本人の作品であれば、かつて商業誌で展開していた作品を基にした創作物や、単行本にならなかった商業作品の頒布は認められている。一方、基本的にオリジナルという以外に縛りはなく、多岐にわたる内容のサークルが参加可能であり、マンガ以外にもイラスト・小説・評論・音楽CD・ゲーム・グッズ類などの頒布も可能である。また、商業出版社から出版された本でも、著者本人のスペースに限り頒布が認められている。
各開催については、COMITIA+"通常開催の回数"で示され、例えば2009年11月15日に開催された、通常開催90回目のコミティアは「COMITIA90」となる。この回数には、「COMITIA SPECIAL」「COMITIA X」などの回数は含まれない。このうち、新型コロナウイルスの感染拡大でCOMITIA132extra（2020年5月）、133（2020年9月）、135（2021年2月）は中止となっている。

### 会場
COMITIA発足当時は練馬産業会館や東京都立産業貿易センターなど様々な会場で開催されていたが、COMITIA16以降は東京流通センターを主に、一部はサンシャインシティなどでの開催となる。COMITIA38の拡大開催時限定で初めて東京ビッグサイトを使用。その後、参加規模の拡大により同会場での開催頻度が増え、COMITIA66以降は常時使用されるようになった。開催規模・他の催事の使用状況により、ビッグサイト内の使用ホールはまちまちである。

### 開催規模
5月のゴールデンウィーク開催は「拡大開催」として、他の開催より募集規模が大きい。11月開催がそれに続き、2月開催は参加数が少なくなる傾向がある。また、8月開催は最大の同人誌即売会であるコミックマーケットの直後に開催されるため、やはり参加者数が他の開催に比べ減少する。
2007年5月5日のCOMITIA80は初めて東京ビッグサイト2ホールを使用となり、2627サークルが直接参加した。次のCOMITIA84でも2000サークル越え、COMITIA88でついに直接参加3000サークルを突破した。COMITIA100では、初の3ホール開催にて5000サークルの募集をかけ、最終的にそれらをも上回る5600サークルが参加した。
このような申込サークル数の急激な増加に伴い、募集規模を大きく上回る状況が発生することとなった。COMITIA88まではかろうじて抽選を行う事態には至らなかったが、COMITIA89で抽選による落選サークルが発生（216サークル）、続くCOMITIA90でも500以上の落選サークルを出している。このため2010年から、5月開催に続き11月開催も拡大規模で開催することとなり、2011年5月開催以降には通年で拡大規模（2ホール）で開催されている。その後も規模は年々拡大を続けており、2014年からは5月・11月の年2回に3ホール開催されることが通例化していたが、3ホールが確保できなかったCOMITIA114（2015年11月開催）では再び380の落選サークルが発生した。COMITIA144（2023年5月開催）は従来通り3ホールの予定だったが、拡大のため東8ホールが追加された。東展示棟を4ホール使用するのは初となる。現在の最高記録はCOMITIA124の5674サークル（2018年5月開催）である。

## 参加者の様子
創作をメインとすることから、一般参加者、サークル参加者共に他の同人誌即売会とは様子が大きく異なる。

### サークル参加者
ジャンルの通り、サークル参加者はオリジナル漫画を専門に描く者が大部分を占め、商業誌志望者も多く参加している。そのため、サークル参加のついでにCOMITIA会場内で毎回ブースを設けている出張編集部へ挑む者も少なくない。
また、同人活動においてCOMITIAのみに参加、または他の地方のCOMITIAや近畿地方で年数回催されていたそうさく畑等、様々な創作イベントのみに出展している（つまり創作作品だけを捻出する）サークル参加者が多くいるせいか、オールジャンルイベントと比較すると、独特な絵柄のサークルが多いことが見受けられる。

### 一般参加者
古くからのCOMITIAの一般参加者は、創作漫画を楽しみに来る傾向がある。特にコミックマーケットのような大手オールジャンルイベントに見られる、”大手サークル”の概念がCOMITIAには存在しない。サークル配置としては、確かに壁に位置するサークルは島中のサークルとは頒布する部数も大きく異なるが、「大手だけ回って帰ろう」という者は少なく、元々壁に配置されるサークルもコミックマーケット等とは顔ぶれが大きく違うものとなっている。
元々大手サークルを目当てに参加者が訪れることが少ないイベントではあったが、第100回開催のように、節目回で普段COMITIAに出展しないような大手サークルが参加することがあると、その回のみ大きく普段とは違った様子になることがある。

### コスプレ参加者
イベントの特性上から、主催者側が一般・サークルともにコスプレの参加を認めていない。

## キーワード
ティアズマガジン
COMITIAにおけるカタログ（パンフレット）である。他即売会のそれと異なる特徴として、サークルカットや配置の掲載以外に、参加者による同人誌やサークルの推薦コーナーが掲載されていることがあげられ、カタログの枠を越えてイベントと連動したひとつのメディアとして機能している。一般来場者は入場時に購入が義務づけられている。当日ティアズマガジンが完売した場合、その後の入場は無料となる。
広報ティアズ
サークル参加者アンケートにて記入する、1コマアフターレポートを集めて小冊子にしたもの。後日各々の参加サークル代表者へ郵送されていたが、COMITIA130からWEBに完全移行した。イベント当日の会場の様子を確認することができる。
見本誌コーナー
毎回それぞれ参加サークルから提出を受けた見本誌を展示し、閲覧できる場所。
見本誌読書会
即売会開催の1～数週間後に催される読書会。本開催時の見本誌が全て閲覧に供され、これを自由に読むことが出来る。参加は有料。時間は本開催より長い。各地の同人誌即売会に併催される、「出張見本誌読書会」も行われている。
出張編集部
会場内に設置された、各出版社・マンガ雑誌の編集部が原稿の持ち込みを受け付けているブース。毎回顔ぶれは違うが、出版社・編集部によっては連続で参加するところもある。
テレビドラマ『重版出来!』に「コミティアの出張編集部」のエピソードが登場し、エキストラ募集などにコミティアも協力した。

## ジャンル分類
※COMITIA133の出展参加案内による
- 少女まんが
- 少年まんが
- 青年まんが
- 旅行記
- 歴史
- アダルト・えっち
- ギャグ
- SF・ファンタジー
- JUNE・BL
- 動物
- 文芸 - 小説・詩・エッセイ等
- 評論・情報
- その他
- イラスト - メディアでの販売も含む
- 音楽・映像
- ゲーム・ソフト
- 学校法人・学漫 - COMITIA92より「学校・学漫」として新設
- 百合・GL - COMITIA100より新設
- アート・デザイン（素材集・技法書含む）

## 部活動（サークル合同企画）
サークルの合同企画を「部活動」として実施している（COMITIA124から休止中）。いわゆるイベント内イベントで、他の即売会における「プチオンリー（ヤドカリオンリー）」に近い。詳しくはCOMITIAの公式サイト内の該当ページを参照のこと。なお、かつては「サークル合同企画」と呼称していたが、COMITIA88から「部活動」と改称している。部の中には、COMITIA以外のイベントでも精力的に活動するものもある。この部活動という合同企画は、年四回のうち、主に五月開催時に企画されることが多い。
以下に一例として、各回に企画され配置されたものを掲げる。
- COMITIA85 「音楽部」「絵本・童話部」「浴衣部」
  - 「浴衣部」とは、以前からある「着物部」の夏バージョンにあたる。”出来れば浴衣を着て参加”の特設サイトにての告知だったが、当日雨天にも関わらず、参加サークルの大部分が浴衣や夏着物を着て参加していた。「音楽部」では、創作音楽をその場で視聴できる視聴コーナーが設置された。
- COMITIA88 「同人ゲーム部」「歴史部」「平成部」「とり部」
  - 「平成部」とは、平成に関連した創作物を頒布する企画では無く、サークル参加者が平成生まれという括りである。COMITIA元来のジャンル分けと基本扱いが同じの、特に参加資格を要しない他の部活動とは違い、申し込み者が生まれの元号にて限定されるものである（従って他の部活動のように昭和生まれが申し込むことはできない）。2011年11月には、村上隆が率いるカイカイキキのギャラリー「pixiv Zingaro」にて、「平成部」メンバーによる展覧会「HEISEIBU祭」が開催された[15][16][17]。
- COMITIA92 「人外部」「女子GL部」「ショタ部」「制服部」「まんが屋部」「歴史部」「平成部」「とり部」
- COMITIA96 「ラブコメメガネ部」「魔法少女部」「ボイスドラマ部」「人外部」「歴史部」「とり部」
- COMITIA100 「かえる部」「オッドマン部」「百合部」「人外部」「まんが屋部」「歴史部」「とり部」
- COMITIA110 「ボイスドラマ部」「文芸めぐり部」「テーブルゲーム部」「格闘技部」「コミティア生演奏部」

## 地方コミティア
東京以外に、コミティアを冠するイベントが大阪・名古屋・新潟・札幌・郡山（仙台・宇都宮）・北九州で行われている。これらは東京コミティアの開催団体であるコミティア実行委員会とは異なる、それぞれまったく別の団体によって開催されている。ただし、東京コミティアと志を同じくして立ち上がったものであり、協力姿勢にある。

### 関西コミティア
年3回（1月、5月、10月）に大阪、京都 で開催されている。現在の会場はインテックス大阪と京都パルスプラザを併用。以前は大阪OMMビルをメインの会場として使用していたが参加するサークル数の増大に伴い手狭になったため現在は使用されていない。2023年現在関西地区における創作オンリーの即売会では最大の規模となっている。

### 名古屋コミティア
年2回（3月、9月）に名古屋で開催されている。1993年1月23日に第1回を開催し、2013年3月31日の第42回から現名称（それ以前の名称は「COMITIA in 名古屋」だった）。当初は名古屋市公会堂が主な会場で、第14-34回は刈谷市産業振興センター、第35回からは愛知県産業労働センターの数回をはさんで現在の使用会場は名古屋国際会議場。参加者の増加により第44回から名古屋国際会議場内の白鳥ホールからイベントホールに移動、あわせて出張編集部も行う事となった。

### 新潟コミティア
年2回ペースで新潟市で開催されている。一時期朱鷺メッセ中会議室またはメインホールで開催されていたが、2013年の第40回から新潟プラザビル2Ｆ（旧大和新潟店）での開催に移動。ガタケット主催者であるガタケット事務局により運営されている。第30回まではコミティアin新潟という名称で開催されていた。ガタケット#ガタケットに関連するイベントも参照されたい。

### 北海道コミティア
札幌で行われるオールジャンル同人誌即売会「Elysian（エリシアン）」内のぷちしあん（いわゆるプチオンリー・イベント内オンリー）として2014年6月29日にプレ開催（北海道コミティア0.5）された後、同年11月9日に単独のイベント（ただしElysianと併催）として第1回が開催され、以降年2回開催。会場はホテルさっぽろ芸文館。主催団体はElysianと同じくエリシアンオフィス。

### みちのくコミティア
正式名称は「みちのくCOMITIA～創作旅行～」。2014年まで毎年1回、計16回行われてきた創作オンリー即売会「Travellers～創作旅行～」が名称を変更した上で再出発したもの。2015年7月19日にビッグパレットふくしまで第1回を開催し、以降年1回開催。主催団体は、福島県内で同人誌・コスプレイベントを手がけるADV企画が、Travellersから引き続き務める。

### 九州コミティア
北九州市で年1回開催されるオールジャンル同人誌即売会。プレ開催である「九州プレ・コミティア」が2017年2月18日に北九州市漫画ミュージアム5階企画展示室で実施された。第1回開催である「九州コミティア1」は2017年9月18日に西日本総合展示場 AIM3階で、「九州コミティア2」は西日本総合展示場 新館で開催された。「九州コミティア3」は北九州ポップカルチャーフェスティバル、アジアMANGAサミット、海外マンガフェスタ、アニメツーリズム首長サミットと同時開催された。節目となる「九州コミティア10」は初のゴールデンウィーク開催（2026年5月3日）が発表された。現在の使用会場は、西日本総合展示場 新館（2025年11月より通称 北九州メッセ）で定着している。代表は漫画家ひのもとめぐる。事務局は株式会社COLT（北九州市）。